# رشدي المعلوف

رشدي المعلوف

رشدي المعلوف (1914 - 1980) هو صحفي وشاعر وناقد فني لبناني. أصدر عدة صحف وأصدر الديوان الشعري «أول الربيع» وكتاب «مختصر مفيد» الذي جمع فيه مختارات من مقالاته الصحفية. درّس في عدة جامعات في بيروت وعمل في تلفزيون لبنان والمشرق. وهو والد الروائي أمين معلوف.

## النشأة والمسيرة
ولد رشدي بن بطرس المعلوف في 1914 في قرية «المشرع» التي تقع في عين القبو في المتن الشمالي بلبنان. تعلم في مدرسة ابتدائية يملكها والده ثم درس تعليمه الثانوي في مدرستين حيث تعلم لمدة سنة في المدرسة البطريركية في بيروت ثم انتقل إلى صيدا ليدرس لمدة أربع سنوات في مدرسة الفنون. تحصل على البكالوريوس في اللغة العربية والتاريخ من الجامعة الأمريكية في بيروت والماجستير من جامعة بتلر في الولايات المتحدة. اهتم بالصحافة منذ أيام دراسته إذ أنشأ مع كامل مروة جريدة «ثمرة الفنون» وكانا يطبعانها على الجيلاتين، وكان من المشاركين في تأسيس مجلة «صوت المرأة» في 1945 وحرر فيها لسنتين. كتب في جريدة «الجريدة» زاوية مشهورة هي «مختصر مفيد» واعمل رئيسا لتحريرها لفترة. وأنشأ جريدة «الصفاء» التي صدرت من 1962 إلى 1969. درّس مادتي التذوق الفني والصحافة في عدة جامعات في بيروت وعمل في تلفزيون لبنان والمشرق. وحاز على الدكتوراه الفخرية في الصحافة من جامعة ميسوري. نشر قصائده في عدة صحف منها النهار و«الصفاء» و«الجريدة» و«المكشوف» و«صوت المرأة». أصدر في 1943 في كتاب «البرلمان الأمثل» والذي كتب مقدمته فؤاد حبيش وكتب تعليقا له توفيق يوسف عواد وهو ينتمي لسلسلة كتب «مشاكل اليوم» عن دار المكشوف. وأصدر في 1944 ديوان «أول الربيع» الذي قدّم له سعيد عقل وفي 1956 كتاب «مختصر مفيد» الذي كتب مقدمته نصري المعلوف. ونظم الزجل خلال الجلسات الخاصة. توفي في 1980 في بيروت.

## التكريم والجوائز
- دكتوراه فخرية في الصحافة، جامعة ميسوري

## أعماله
- البرلمان الأمثل، دار المكشوف، بيروت 1943
- أول الربيع، منشورات الجديد، بيروت 1944
- مختصر مفيد، الدار العالمية للطباعة والنشر - بيروت 1956

## الحياة الشخصية
هو والد الروائي أمين معلوف.